# Anodonthyla montana
Anodonthyla montana és una espècie de granota de la família Microhylidae que viu a Madagascar.